# 林浦泰山宫
林浦泰山宫是位于中国福建省福州市仓山区城门镇濂江村的一座宮廟建築。其佔地面積1384平方米，坐東朝西，由正殿、天后宮、總管殿三部份組成。中間大殿供奉泰山王（宋高宗）、大世子（宋端宗趙昰）、二世子（少帝趙昺）；左為總管殿，供奉陳宜中、文天祥、陸秀夫、張世傑等南宋末年諸臣；右為天后宮，供奉媽祖。
林浦泰山宫的前身为平山阁（又称平山堂）。1276年，南宋益王赵昰率军民30余万人入闽，在福州称帝，是为宋端宗。削平闽江边的山头，建成平山阁，作为行宫。同年底，由于元军南下，宋端宗一行倉促撤离福州，留下了大量糧食物資來不及帶走。當時兵荒馬亂，這些糧食物資對當地百姓的幫助甚大，便對這些南宋君臣心存感激之情，将平山阁作为祭祀场所，定期祭祀他們，為了躲避元廷追查，改名为泰山宫，所祭祀的宋帝也以「泰山」之名稱之。因此地旧属林浦村，又称林浦泰山宫。每年正月都要舉行「迎泰山」的遊神活動。正月十七夜為泰山出宮之日，泰山王神像在前，大世子、二世子及南宋諸臣神像隨後，遶境巡遊數日。文革期間被禁止，改革開放以後得以恢復。
林浦泰山宫于清朝年間重修，並留存至今。1992年11月，林浦泰山宫被确定为福州市文物保护单位。2009年11月16日，林浦泰山宫被列入第七批福建省文物保护单位。

## 備註
1. ↑  在福州，「迎泰山」亦可以指九案泰山或福州东岳庙的遊神活動，其祭祀的神祇不同。